# 白鳥の湖 (マシュー・ボーン)
マシュー・ボーンの「白鳥の湖」（Matthew Bourne's Swan Lake）は、演出家マシュー・ボーンによる、1995年初演のイギリスのコンテンポラリー・ダンス作品。クラシック・バレエの代表作「白鳥の湖」を男性同性愛者の悲恋物語として描いた独創的な作品として知られる。
チャイコフスキー作曲のバレエ作品『白鳥の湖』を基に、演出家マシュー・ボーンが新しい解釈を加えた。演劇と映画の要素が取り入れられており、オーケストラによる演奏を伴わず録音を使用するなどの点で伝統的なバレエ作品とは異なる。

## 概要
1995年ロンドンのサドラーズ・ウェルズ劇場にて初演。チュチュをまとった可憐な女性ではなく、男性が白鳥を踊るという演出が話題を呼んだ。ダンス作品としては4ヶ月公演というロングラン記録を打ち立て、1998年には、ブロードウェイ進出を果たした。1999年度トニー賞において、最優秀ミュージカル演出賞、振付賞、衣裳デザイン賞の3冠に輝いた他、ローレンス・オリヴィエ賞など、30以上の賞を受賞した。
日本には2003年、2005年、2010年、2014年に来日しており、2019年7月に5年ぶり5度目の来日公演が新演出版としてオーチャードホールにおいて実施された。

## 出演した主なダンサー
オリジナルキャストで主役のザ・スワン役に起用された当時、英国ロイヤル・バレエ団のプリンシパル・ダンサーであったアダム・クーパーは、この作品によって1999年トニー賞ミュージカル主演男優賞にノミネートされた。初演時の女王役のフィオナ・チャドウィックも英国ロイヤル・バレエ団の元プリンシパル。
首藤康之は、本作品で主役のザ・スワン役と、相手役である王子の両方を演じたことがあり、2003年日本公演ではザ・スワンを、2005年には王子役を演じた。

## ストーリー
公務をこなす毎日だが、そんな自分の生活になじめない王子。ガールフレンドが出来たものの、王子の母である女王は二人の仲に反対するばかりか、酒に溺れ、愛を求める王子を拒絶する。
ある日、ガールフレンドを追ってナイト・クラブへ入った王子は、酔っ払って他の客といさかいを起こし、つまみ出されたところをパパラッチに激写されてしまう。いつしか夜の公園にたどり着き、さまよう王子。生きることに疲れ、絶望した王子は命を絶とうとする。
そんな彼の前に、一羽の雄々しい白鳥が現れる。群れを率いて舞う、その美しく力強い姿に、王子の孤独な心は癒され、彼は生きる気力を取り戻すのだった。
宮殿では、各国の王女たちを招いた舞踏会が開かれていた。そこに遅れてやってきた、妖しげな魅力を漂わせた、一人の男。その男を見て、王子は激しく動揺する。彼は、あの公園で出会った白鳥と瓜二つだったのだ。
男は人々を次々に挑発、誘惑していき、ついには女王の関心をとらえる。そんな光景に耐えられず、王子が逆上のあまり起こした行動が、さらなる悲劇を招く。

## 主な登場人物
- ザ・スワン/ザ・ストレンジャー（The Swan/Stranger）
- 王子（The Prince）
- 女王（The Queen）
- ガールフレンド（The Girl Friend）
- 執事(The Private Secretary)

## 構成
- プロローグ
  - 王子の寝室
- 第1幕
  - 第1場 王子の寝室
  - 第2場 宮殿
  - 第3場 オペラ・ハウス
  - 第4場 王子の私室
  - 第5場 街頭
  - 第6場 いかがわしいクラブ
  - 第7場 街頭
- 第2幕
  - 街の公園
- 第3幕
  - 第1場 宮殿の正門前
  - 第2場 宮廷舞踏会
- 第4幕
  - 第1場 王子の寝室

## カンパニー
- 1987年〜2002年アドベンチャーズ・イン・モーション・ピクチャーズ／Adventures in motion pictures(amp)
- 2002年〜ニュー・アドベンチャーズ/New Adventures

## 主な受賞歴
- 1996年 ローレンス・オリヴィエ賞
  - 最優秀ニュー・ダンス・プロダクション賞
- 1996年 タイム・アウト・ダンス賞
  - アダム・クーパー
- 1996年 マンチェスター・イブニング・ニュース賞
  - 最優秀ツアリング・ダンス・プロダクション
- 1996年 ゲイ・タイムズ読者投票賞
  - アウトスタンディング・ライブ・パフォーマンス
- 1997年 タイム・アウト・ダンス賞
  - AMP（「白鳥の湖」ウエストエンド公演に対して）
- 1997年 サウス・バンク・ショウ賞
  - マシュー・ボーン
- 1997年 イブニング・スタンダード・バレエ賞
  - アダム・クーパー
- 1997年 ドラマローグ賞
  - 音楽監督：ディヴィッド・フレイム
  - 出演：アダム・クーパー、スコット・アンブラー
  - 演出：マシュー・ボーン
  - プロデューサー：キャサリン・ドレ
  - 装置・衣裳デザイン：レズ・ブラザーストン
- ロサンゼルス・ドラマ・クリティックス・サークル賞
  - 最優秀振付賞 マシュー・ボーン
- 1999年 アウター・サークル・クリティックス賞
  - (ブロードウェイ公演に対して)ミュージカル演出賞：マシュー・ボーン
  - 振付賞：マシュー・ボーン
  - 衣裳デザイン賞：レズ・ブラザーストン
- 1998/9年 ドラマ・デスク賞
  - ブロードウェイ公演に対して
  - ミュージカル演出賞：マシュー・ボーン
  - 振付賞：マシュー・ボーン
  - 装置デザイン賞：レズ・ブラザーストン
  - 衣裳デザイン賞：レズ・ブラザーストン
  - ユニーク・シアトリカル・エクスペリエンス：「白鳥の湖」
- 1999年 フレッド・アステア賞
  - 男性ダンサー賞：アダム・クーパー
  - 脚本・演出・振付特別賞：マシュー・ボーン
- 1999年 トニー賞
  - 最優秀ミュージカル演出賞：マシュー・ボーン
  - 最優秀振付賞：マシュー・ボーン
  - 最優秀衣裳デザイン賞：レズ・ブラザーストン